# Merimnetria lanaiensis
Merimnetria lanaiensis là một loài bướm đêm thuộc họ Gelechiidae. Nó là loài đặc hữu của Lanai.